# Марсело Салас
Марсело Салас (ісп. Marcelo Salas, нар. 24 грудня 1974, Темуко) — колишній чилійський футболіст, що грав на позиції нападника. По завершенні ігрової кар'єри — спортивний функціонер. Футболіст року в Південній Америці 1997.
Виступав, в Латинській Америці за клуби «Універсідад де Чилі» та «Рівер Плейт», з якими вигравав національні чемпіонати, а також в Італії за «Лаціо» «Ювентус», з якими виграв низку трофеїв. Крім того з 37 голами є найкращим бомбардиром національної збірної Чилі в історії.

## Клубна кар'єра
Народився 24 грудня 1974 року в місті Темуко. Вихованець юнацьких команд футбольних клубів «Сантос» (Темуко) та «Універсідад де Чилі».
У дорослому футболі дебютував 1993 року виступами за «Універсідад де Чилі», в якому провів чотири сезони, взявши участь у 77 матчах чемпіонату. Більшість часу, проведеного у складі «Універсідад де Чилі», був основним гравцем атакувальної ланки команди і одним з головних бомбардирів команди, маючи середню результативність на рівні 0,65 голу за гру першості, чим допоміг команді двічі стати чемпіоном Чилі.
Своєю грою привернув увагу представників тренерського штабу аргентинського клубу «Рівер Плейт», до складу якого приєднався 1996 року. Відіграв за команду з Буенос-Айреса наступні два сезони своєї ігрової кар'єри. Граючи у складі «Рівер Плейта» також здебільшого виходив на поле в основному складі команди. В новому клубі був серед найкращих голеодорів, відзначаючись забитим голом в середньому щонайменше у кожній третій грі чемпіонату і допомігши команді виграти 1997 року апертуру і клаусуру.
Влітку 1998 року уклав контракт з італійським «Лаціо», яке заплатило за футболіста 18 мільйонів доларів США. У складі «орлів» провів наступні три роки своєї кар'єри гравця. Тренерським штабом нового клубу також розглядався як гравець «основи» і продовжував регулярно забивати, в середньому 0,43 рази за кожен матч чемпіонату. За цей час виборов титул чемпіона Італії, ставав володарем Кубка Італії, володарем Суперкубка Італії з футболу, володарем Кубка Кубків УЄФА та володарем Суперкубка УЄФА.
З літа 2001 року два сезони захищав кольори «Ювентуса». За цей час додав до переліку своїх трофеїв ще два титули чемпіона Італії і знову став володарем Суперкубка Італії з футболу.
2003 року повернувся в «Рівер Плейт». Цього разу два сезони захищав кольори команди, вигравши 2004 року Клаусуру.
2005 року повернувся до рідного клубу «Універсідад де Чилі», за який відіграв ще 3 сезони. Тренерським штабом нового клубу також розглядався як гравець «основи». І в цій команді продовжував регулярно забивати, в середньому 0,47 рази за кожен матч чемпіонату. Завершив професійну кар'єру футболіста виступами за команду «Універсідад де Чилі» у 2008 році

## Виступи за збірну
18 травня 1994 року у 19 річному віці дебютував в офіційних матчах у складі національної збірної Чилі в товариській грі проти збірної Аргентини (3:3). 
У складі збірної був учасником розіграшу Кубка Америки 1995 року в Уругваї, чемпіонату світу 1998 року у Франції та розіграшу Кубка Америки 1999 року у Парагваї.
Під час відбору на ЧС-2006 завбив 35 гол за збірну, побивши рекорд найкращого бомбардира збірної Івана Саморано.
Всього протягом кар'єри у національній команді, яка тривала 14 років, провів у формі головної команди країни 71 матч, забивши 37 голів.

## Статистика виступів

### Статистика клубних виступів
| Сезон                           | Команда                         | Чемпіонат                       | Чемпіонат | Чемпіонат | Національний кубок | Національний кубок | Національний кубок | Континентальні кубки | Континентальні кубки | Континентальні кубки | Інші змагання | Інші змагання | Інші змагання | Усього | Усього |
| Сезон                           | Команда                         | Ліга                            | Ігор      | Голів     | Ліга               | Ігор               | Голів              | Ліга                 | Ігор                 | Голів                | Ліга          | Ігор          | Голів         | Ігор   | Голів  |
| ------------------------------- | ------------------------------- | ------------------------------- | --------- | --------- | ------------------ | ------------------ | ------------------ | -------------------- | -------------------- | -------------------- | ------------- | ------------- | ------------- | ------ | ------ |
| 1993                            | «Універсідад де Чилі»           | ПД                              | 15        | 1         | КЧ                 | 0                  | 0                  | ПаК                  | 0                    | 0                    |               | 0             | 0             | 15     | 1      |
| 1994                            | «Універсідад де Чилі»           | ПД                              | 25        | 27        | КЧ                 | 15                 | 12                 | ПаК                  | 6                    | 2                    |               | 0             | 0             | 46     | 41     |
| 1995                            | «Універсідад де Чилі»           | ПД                              | 27        | 17        | КЧ                 | 4                  | 0                  | ПаК                  | 7                    | 5                    |               | 0             | 0             | 38     | 22     |
| 1996                            | «Універсідад де Чилі»           | ПД                              | 10        | 5         | КЧ                 | 5                  | 2                  | ПаК                  | 12                   | 5                    |               | 0             | 0             | 27     | 12     |
| 1996-97                         | «Рівер Плейт»                   | ПД                              | 26        | 11        |                    | 0                  | 0                  | КЛ                   | 4                    | 0                    |               | 0             | 0             | 30     | 11     |
| 1997-98                         | «Рівер Плейт»                   | ПД                              | 27        | 13        |                    | 0                  | 0                  | ПаК                  | 10                   | 7                    |               | 0             | 0             | 37     | 20     |
| 1998-99                         | «Лаціо»                         | A                               | 30        | 15        | КІ                 | 6                  | 5                  | КЧ                   | 6                    | 3                    | СІ            | 1             | 0             | 43     | 23     |
| 1999-00                         | «Лаціо»                         | A                               | 28        | 12        | КІ                 | 3                  | 0                  | ЛЧ                   | 10                   | 4                    | СКУЄФА        | 1             | 1             | 42     | 17     |
| 2000-01                         | «Лаціо»                         | A                               | 21        | 7         | КІ                 | 2                  | 1                  | ЛЧ                   | 9                    | 0                    | СІ            | 0             | 0             | 32     | 8      |
| Усього за «Лаціо»               | Усього за «Лаціо»               | Усього за «Лаціо»               | 79        | 34        |                    | 11                 | 6                  |                      | 25                   | 7                    |               | 2             | 1             | 117    | 48     |
| 2001-02                         | «Ювентус»                       | A                               | 7         | 1         | КІ                 | 1                  | 0                  | ЛЧ                   | 4                    | 0                    |               | 0             | 0             | 12     | 1      |
| 2002-03                         | «Ювентус»                       | A                               | 11        | 1         | КІ                 | 4                  | 1                  | ЛЧ                   | 4                    | 1                    | СІ            | 1             | 0             | 20     | 3      |
| Усього за «Ювентус»             | Усього за «Ювентус»             | Усього за «Ювентус»             | 18        | 2         |                    | 5                  | 1                  |                      | 8                    | 1                    |               | 1             | 0             | 32     | 4      |
| 2003-04                         | «Рівер Плейт»                   | ПД                              | 17        | 6         |                    | 0                  | 0                  | ПаК                  | 4                    | 2                    |               | 0             | 0             | 21     | 8      |
| 2004-05                         | «Рівер Плейт»                   | ПД                              | 15        | 4         |                    | 0                  | 0                  | ПаК                  | 7                    | 5                    |               | 0             | 0             | 22     | 9      |
| Усього за «Рівер Плейт»         | Усього за «Рівер Плейт»         | Усього за «Рівер Плейт»         | 85        | 34        |                    | 0                  | 0                  |                      | 25                   | 14                   |               | 0             | 0             | 110    | 48     |
| 2005                            | «Універсідад де Чилі»           | ПД                              | 10        | 5         | КЧ                 | 0                  | 0                  | ПаК                  | 0                    | 0                    |               | 0             | 0             | 10     | 5      |
| 2006                            | «Універсідад де Чилі»           | ПД                              | 28        | 13        | КЧ                 | 0                  | 0                  | ПаК                  | 0                    | 0                    |               | 0             | 0             | 28     | 13     |
| 2007                            | «Універсідад де Чилі»           | ПД                              | 14        | 8         | КЧ                 | 0                  | 0                  | ПаК                  | 0                    | 0                    |               | 0             | 0             | 14     | 8      |
| 2008                            | «Універсідад де Чилі»           | ПД                              | 22        | 9         | КЧ                 | 0                  | 0                  | ПаК                  | 0                    | 0                    |               | 0             | 0             | 22     | 9      |
| Усього за «Універсідад де Чилі» | Усього за «Універсідад де Чилі» | Усього за «Універсідад де Чилі» | 151       | 85        |                    | 24                 | 14                 |                      | 25                   | 12                   |               | 0             | 0             | 200    | 111    |
| Усього за кар'єру               | Усього за кар'єру               | Усього за кар'єру               | 333       | 155       |                    | 40                 | 21                 |                      | 83                   | 34                   |               | 3             | 2             | 459    | 212    |

### Статистика виступів за збірну
| Дата       | Місто            | Господарі  | Результат             | Гості             | Турнір                       | Голи | Примітки |
| ---------- | ---------------- | ---------- | --------------------- | ----------------- | ---------------------------- | ---- | -------- |
| 18/05/1994 | Сантьяго         | Чилі       | 3 – 3                 | Аргентина         | товариський матч             | 1    |          |
| 25/05/1994 | Сантьяго         | Чилі       | 2 – 1                 | Перу              | товариський матч             | -    |          |
| 21/09/1994 | Сантьяго         | Чилі       | 1 – 2                 | Болівія           | товариський матч             | -    |          |
| 29/03/1995 | Лос-Анджелес     | Мексика    | 2 – 1                 | Чилі              | товариський матч             | 1    |          |
| 19/04/1995 | Ліма             | Перу       | 0 – 6                 | Чилі              | товариський матч             | -    |          |
| 22/04/1995 | Темуко           | Чилі       | 1 – 1                 | Ісландія          | товариський матч             | 1    |          |
| 25/05/1995 | Едмонтон         | Чилі       | 2 – 1                 | Північна Ірландія | Canada Cup                   | -    |          |
| 28/05/1995 | Едмонтон         | Чилі       | 2 – 1                 | Канада            | Canada Cup                   | 1    |          |
| 16/06/1995 | Антофаґаста      | Чилі       | 3 – 1                 | Нова Зеландія     | Copa Centenario              | -    |          |
| 19/06/1995 | Ла-Серена (Чилі) | Чилі       | 0 – 1                 | Парагвай          | Copa Centenario              | -    |          |
| 22/06/1995 | Сантьяго         | Чилі       | 0 – 0                 | Туреччина         | Copa Centenario              | -    |          |
| 08/07/1995 | Пайсанду         | Чилі       | 1 – 2                 | США               | Копа Америка 1995 - 1-й етап | -    |          |
| 11/07/1995 | Пайсанду         | Чилі       | 0 – 4                 | Аргентина         | Копа Америка 1995 - 1-й етап | -    |          |
| 14/07/1995 | Пайсанду         | Чилі       | 2 – 2                 | Болівія           | Копа Америка 1995 - 1-й етап | -    |          |
| 11/10/1995 | Консепсьйон      | Чилі       | 2 – 0                 | Канада            | товариський матч             | 1    |          |
| 04/02/1996 | Кочабамба        | Чилі       | 1 – 1                 | Чилі              | товариський матч             | -    |          |
| 07/02/1996 | Він'я-дель-Мар   | Чилі       | 2 – 1                 | Мексика           | товариський матч             | -    |          |
| 14/02/1996 | Кокімбо          | Чилі       | 4 – 0                 | Перу              | товариський матч             | 1    |          |
| 23/04/1996 | Антофаґаста      | Чилі       | 3 – 0                 | Австралія         | товариський матч             | -    |          |
| 26/05/1996 | Сантьяго         | Чилі       | 2 – 0                 | Болівія           | товариський матч             | 2    |          |
| 02/06/1996 | Барінас          | Венесуела  | 1 – 1                 | Чилі              | Відбір до ЧС 1998            | -    |          |
| 06/07/1996 | Сантьяго         | Чилі       | 4 – 1                 | Еквадор           | Відбір до ЧС 1998            | 1    |          |
| 25/08/1996 | Ліберія          | Коста-Рика | 1 – 1                 | Чилі              | товариський матч             | 1    |          |
| 01/09/1996 | Барранкілья      | Колумбія   | 1 – 4                 | Чилі              | Відбір до ЧС 1998            | -    |          |
| 12/11/1996 | Сантьяго         | Чилі       | 1 – 0                 | Уругвай           | Відбір до ЧС 1998            | 1    |          |
| 15/12/1996 | Буенос-Айрес     | Аргентина  | 1 – 1                 | Чилі              | Відбір до ЧС 1998            | -    |          |
| 08/06/1997 | Кіто             | Еквадор    | 1 – 1                 | Чилі              | Відбір до ЧС 1998            | 1    |          |
| 05/07/1997 | Сантьяго         | Чилі       | 4 – 1                 | Колумбія          | Відбір до ЧС 1998            | 3    |          |
| 20/07/1997 | Сантьяго         | Чилі       | 2 – 1                 | Парагвай          | Відбір до ЧС 1998            | -    |          |
| 20/08/1997 | Монтевідео       | Уругвай    | 0 – 1                 | Чилі              | Відбір до ЧС 1998            | -    |          |
| 10/09/1997 | Сантьяго         | Чилі       | 1 – 2                 | Аргентина         | Відбір до ЧС 1998            | 1    |          |
| 12/10/1997 | Сантьяго         | Чилі       | 4 – 0                 | Перу              | Відбір до ЧС 1998            | 3    |          |
| 16/11/1997 | Сантьяго         | Чилі       | 3 – 0                 | Болівія           | Відбір до ЧС 1998            | 1    |          |
| 11/02/1998 | Лондон           | Англія     | 0 – 2                 | Чилі              | товариський матч             | 2    |          |
| 22/04/1998 | Сантьяго         | Чилі       | 2 – 2                 | Колумбія          | товариський матч             | 1    |          |
| 19/05/1998 | Мендоса          | Аргентина  | 0 – 1                 | Чилі              | товариський матч             | -    |          |
| 24/05/1998 | Сантьяго         | Чилі       | 2 – 2                 | Уругвай           | товариський матч             | 1    |          |
| 31/05/1998 | Монтелімар       | Чилі       | 3 – 2                 | Туніс             | товариський матч             | 1    |          |
| 04/06/1998 | Авіньйон         | Чилі       | 1 – 1                 | Марокко           | товариський матч             | 1    |          |
| 11/06/1998 | Бордо            | Чилі       | 2 – 2                 | Італія            | ЧС 1998 - 1-й етап           | 2    |          |
| 17/06/1998 | Сент-Етьєн       | Чилі       | 1 – 1                 | Австрія           | ЧС 1998 - 1-й етап           | 1    |          |
| 23/06/1998 | Нант             | Чилі       | 1 – 1                 | Камерун           | ЧС 1998 - 1-й етап           | -    |          |
| 27/06/1998 | Париж            | Чилі       | 1 – 4                 | Бразилія          | ЧС 1998 - 1/8 фіналу         | 1    |          |
| 29/05/1999 | Консепсьйон      | Чилі       | 3 – 0                 | Коста-Рика        | товариський матч             | -    |          |
| 23/06/1999 | Сантьяго         | Чилі       | 0 – 0                 | Еквадор           | товариський матч             | -    |          |
| 30/06/1999 | Сьюдад-дель-Есте | Мексика    | 1 – 0                 | Чилі              | Копа Америка 1999 - 1-й етап | -    |          |
| 03/07/1999 | Сьюдад-дель-Есте | Венесуела  | 3 – 0                 | Чилі              | Копа Америка 1999 - 1-й етап | -    |          |
| 13/07/1999 | Асунсьйон        | Уругвай    | 1 – 1 д.ч. (5-3 п.п.) | Чилі              | Копа Америка 1999 - півфінал | -    |          |
| 29/03/2000 | Буенос-Айрес     | Аргентина  | 1 – 4                 | Чилі              | Відбір до ЧС 2002            | -    |          |
| 26/04/2000 | Сантьяго         | Чилі       | 1 – 1                 | Перу              | Відбір до ЧС 2002            | -    |          |
| 03/06/2000 | Монтевідео       | Уругвай    | 1 – 2                 | Чилі              | Відбір до ЧС 2002            | -    |          |
| 29/06/2000 | Сантьяго         | Чилі       | 3 – 1                 | Парагвай          | Відбір до ЧС 2002            | 1    |          |
| 15/08/2000 | Сантьяго         | Чилі       | 3 – 0                 | Бразилія          | Відбір до ЧС 2002            | 1    |          |
| 02/09/2000 | Сантьяго         | Чилі       | 0 – 1                 | Колумбія          | Відбір до ЧС 2002            | -    |          |
| 15/11/2000 | Сантьяго         | Чилі       | 0 – 2                 | Аргентина         | Відбір до ЧС 2002            | -    |          |
| 14/08/2001 | Сантьяго         | Чилі       | 2 – 2                 | Болівія           | Відбір до ЧС 2002            | 2    |          |
| 07/10/2001 | Куритиба         | Бразилія   | 0 – 2                 | Чилі              | Відбір до ЧС 2002            | -    |          |
| 30/03/2004 | Ла-Пас           | Болівія    | 2 – 0                 | Чилі              | Відбір до ЧС 2006            | -    |          |
| 05/09/2004 | Сантьяго         | Чилі       | 0 – 0                 | Колумбія          | Відбір до ЧС 2006            | -    |          |
| 10/10/2004 | Кіто             | Еквадор    | 0 – 2                 | Чилі              | Відбір до ЧС 2006            | -    |          |
| 13/10/2004 | Сантьяго         | Чилі       | 0 – 0                 | Аргентина         | Відбір до ЧС 2006            | -    |          |
| 26/03/2005 | Сантьяго         | Чилі       | 1 – 1                 | Уругвай           | Відбір до ЧС 2006            | -    |          |
| 30/03/2005 | Асунсьйон        | Парагвай   | 1 – 2                 | Чилі              | Відбір до ЧС 2006            | -    |          |
| 04/06/2005 | Сантьяго         | Чилі       | 3 – 1                 | Болівія           | товариський матч             | 1    |          |
| 07/09/2007 | Відень           | Швейцарія  | 2 – 1                 | Чилі              | товариський матч             | -    |          |
| 11/09/2007 | Відень           | Австрія    | 0 – 2                 | Чилі              | товариський матч             | -    |          |
| 13/10/2007 | Буенос-Айрес     | Аргентина  | 0 – 2                 | Чилі              | Відбір до ЧС 2010            | -    |          |
| 17/10/2007 | Сантьяго         | Чилі       | 2 – 0                 | Перу              | Відбір до ЧС 2010            | -    |          |
| 18/11/2007 | Монтевідео       | Уругвай    | 2 – 2                 | Чилі              | Відбір до ЧС 2010            | 2    |          |
| 21/11/2007 | Сантьяго         | Чилі       | 0 – 3                 | Парагвай          | Відбір до ЧС 2010            | -    |          |
| Усього     |                  | Матчів     | 70                    |                   | Голів                        | 37   |          |

## Титули і досягнення

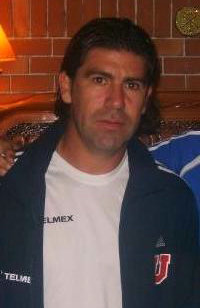
Марсело Салас під час виступів за «Універсідад де Чилі»

### Національні
- Чемпіон Чилі (2):

«Універсідад де Чилі»: Апертура 1994, Клаусура 1995
- Чемпіон Аргентини (4):

«Рівер Плейт» (Монтевідео): Апертура 1996, Клаусура 1997, Апертура 1997, Клаусура 2004
- Чемпіон Італії (3):

«Лаціо»: 1999-00
«Ювентус»: 2001-02, 2002-03
- Володар Кубка Італії (1):

«Лаціо»: 1999-00
- Володар Суперкубка Італії з футболу (3):

«Лаціо»: 1998, 2000
«Ювентус»: 2002

### Міжнародні
- Володар Суперкубка Лібертадорес (1):

«Рівер Плейт» (Монтевідео): 1997
- Володар Кубка Кубків УЄФА (1):

«Лаціо»: 1998-99
- Володар Суперкубка УЄФА (1):

«Лаціо»: 1999

### Індивідуальні
- У складі символічної збірної Південної Америки: 1996, 1997
- Футболіст року в Південній Америці: 1997
- Футболіст року в Аргентині: 1997[1]
- Футболіст року в Чилі: 1997
- Найкращий бомбардир збірної Чилі (37 голів)
- Бронзовий бутс чемпіонату світу: 1998